# Леонардо Бруні
Леона́рдо Бру́ні Ареті́но (італ. Leonardo Bruni Aretino; нар. бл. 1370, Ареццо — пом. 8 березня 1444, Флоренція) — італійський мислитель, письменник та філософ епохи Відродження, учень Салютаті, основоположник громадянського гуманізму, канцлер-історіограф Флорентійської республіки.

## Діяльність

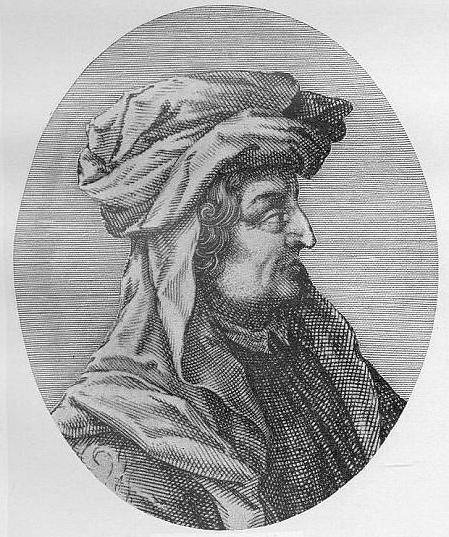
Леонардо Бруні. Гравюра Теодора де Брі

Леонардо Бруні був прекрасним знавцем стародавніх мов: він переклав з грецької на латинську твори Аристотеля і написав ряд робіт на моральні та педагогічні теми, а також велику, побудовану на документах «Історію флорентійського народу», що заклала основи ренесансної історіографії. 
Висловлюючи настрої пополанства, Бруні відстоював ідеали республіканізму — громадянські свободи, в тому числі право обирати і бути обраним до магістратури, рівність усіх перед законом (він рішуче засуджував олігархічні наміри магнатів), справедливість як моральну норму, якої в першу чергу повинні керуватися магістрати. 
Ці принципи зафіксовані в конституції Флорентійської республіки, але гуманіст ясно усвідомлював розрив між ними і реальною дійсністю. Шлях до їхнього втілення в життя він вбачав у вихованні громадян в дусі патріотизму, високої соціальної активності, підпорядкування особистої вигоди загальним інтересам. Ця світська етико-політична концепція отримула розвиток у творчості молодшого сучасника Бруні — Матео Пальмієрі.
Окрім цього, Бруні робив спроби сформулювати основні положення нової світської етики, що вела би людину найкоротшим шляхом до земного щастя. Така етика, на його думку, була би вільною від релігійних догм. Її головною метою було б навчання людини умінню творити добро у повсякденному житті.

## Вибрані твори
- «Commentarius rerum suo tempore gestarum»
- «De bello italico adversus Gothos»
- «De origine urbis Mantuae»
- «De Romae origine»
- «Epistolae familiares»
- «Humanistisch-philosophische Schriften»
- «Historiarum florentini populi»